# Гайер, Оскар
Оскар Арнольд Гайер (нем. Oscar Arnold Geier; 19 августа 1882, Цюрих — 5 ноября 1942, Маунтин-Лейкс, Нью-Джерси) — швейцарский бобслеист. Серебряный призёр зимних Олимпийских игр 1932 года.

## Биография
Оскар Гайер родился 19 августа 1882 года в швейцарском городе Цюрих.
В 1902 году перебрался в США, чтобы открыть здесь филиал европейской юридической фирмы. Поселился в Нью-Джерси.
Во время Первой мировой войны его отозвали в швейцарскую армию, где он служил в звании капитана.
После возвращения в США помог основать юридическую фирму Richards & Geier.
Занимался велоспортом, греблей, лёгкой атлетикой, бобслеем.
В 1932 году вошёл в состав сборной Швейцарии на зимних Олимпийских играх в Лейк-Плэсиде. В соревнованиях двоек вместе с Рето Кападруттом завоевал серебряную медаль, показав по сумме четырёх заездов результат 8 минут 16,28 секунды и уступив 1,54 секунды завоевавшему золото экипажу из США. В соревнованиях четвёрок швейцарский экипаж, в составе которого также выступали Рето Кападрутт, Ханс Айзенхут и Шарль Женни, занял 4-е место, показав по сумме четырёх заездов результат 8.12,18 и уступив 18,5 секунды завоевавшему золото квартету из США.
Умер 5 ноября 1942 года в американском городе Маунтин-Лейкс в штате Нью-Джерси.